# 朱懋華
朱懋華（？—1645年），字仲韜，號弋江，南直隸寧國府南陵縣人，明朝、南明政治人物。

## 生平
崇禎九年（1636年），朱懋華舉丙子科應天府鄉試第七十四名，崇禎十六年（1643年）成進士。任浙江定海縣知縣。就任僅數月，北京被李自成攻陷，他率兵加入錢肅樂抗清隊伍，加職方司主事。不久義軍潰敗，他憂憤不已，望海遙拜社稷後，在縣署自縊。清乾隆時，追諡節愍。

## 家族
曾祖朱鶴穹。祖父朱文德。父朱繼儒。